# Catlettsburg
Catlettsburg – miasto w Stanach Zjednoczonych, w stanie Kentucky, siedziba administracyjna hrabstwa Boyd.